# Just a Moment
Just a Moment è il terzo ed ultimo singolo tratto da Street's Disciple, album del rapper Nas pubblicato nel 2004.
La canzone è prodotta da L.E.S. e contiene campionamenti da "Will You Cry (When You Hear This Song)?" della band funk Chic. Il brano è realizzato in collaborazione con il rapper Quan, un protégé di Nas affiliato alla sua Ill Will Records. Il testo invita a fare silenzio in segno di rispetto verso tutti coloro che soffrono o che devono comunque affrontare delle sfide, come i soldati in Iraq o gli abitanti dei ghetti.

## Il video
Il video, ambientato in città, è ricco di riferimenti a rapper e cantanti R&B deceduti. Da notare l'utilizzo nel video di sale vuote ed il gesto del versare liquore in segno di rispetto nei confronti dei caduti.
Nella versione video di Just a Moment, inoltre, la terza strofa presenta alcuni versi extra di Nas. Nella versione originale, la terza strofa è rappata solamente da Quan.